# Vanna (cantante)
Vanna, pseudonimo di Ivana Ranilović-Vrdoljak (Koprivnica, 1º settembre 1970), è una cantante pop croata.
Nel 2000 si classifica seconda al Dora, selezione nazionale per l'Eurovision Song Contest, con una canzone scritta da Bruno Kovačić.
L'anno seguente si ripresenta alla stessa manifestazione con il brano Strune ljubavi, riuscendo a vincere e guadagnandosi l'accesso all'Eurovision Song Contest 2001.
Alla competizione trasmessa in Eurovisione propone il brano Strings of My Heart, piazzandosi al decimo posto con 42 punti.

## Discografia
- Electro Team (1992, come componente degli Electro Team)
- Second To None (1994, come componente degli Electro Team)
- Anno Domini 1996 (1996, come componente degli Electro Team)
- I to sam ja (1997)
- Ispod istog neba (1998)
- 24 sata (2000)
- U Lisinskom (2001)
- Hrabra kao prije (2003)
- Ledeno doba (2007)